# Molophilus bogongensis
Molophilus bogongensis är en tvåvingeart som beskrevs av Alexander 1929. Molophilus bogongensis ingår i släktet Molophilus och familjen småharkrankar. Inga underarter finns listade i Catalogue of Life.